# Белая лошадь (пещера)
Бе́лая ло́шадь — пещера, расположенная в горном массиве Арабика Кавказских гор, в Абхазии, в Гагрском районе частично признанной Республики Абхазия, согласно административному делению Грузии — в Гагрском муниципалитете Абхазской Автономной Республики. Протяжённость — 268 м, глубина — 110 м, площадь — 4200 м², объём — более 40 000 м³, высота входа — около 2300 м.

## Описание
Вход в пещеру находится в верхней части троговой долины реки Жоэквара на склоне водораздельного хребта, севернее урочища Дидваке. Пещера состоит из наклонной галереи и вскрывающего её 70-метрового колодца. Залегает в слоистой известняковой породе верхнеюрского периода. Доступ во входной колодец ограничен завалом из снега и льда. Узкий лаз между завалом и коренной породой имеет изменчивую год от года конфигурацию и проходимость. На дне галереи имеется навал из глыб, текут небольшие ручьи, питаемые тающим льдом. По результатам замеров в августе 1982 года температура воздуха на дне пещеры составила +0,5 °C, относительная влажность 100 %.

## Сложность прохождения пещеры
Белая лошадь относится к категории сложности 2А — это означает, что для её прохождения нужны «несколько верёвок типа „простая лазанья“ в связках».

## История исследования
Пещера была открыта в 1981 году и впервые исследована в 1982—1983 годы спелеологами Перовского клуба туристов Москвы под руководством И. Зеленина и М. Дякина.